# Matt Bettinelli-Olpin

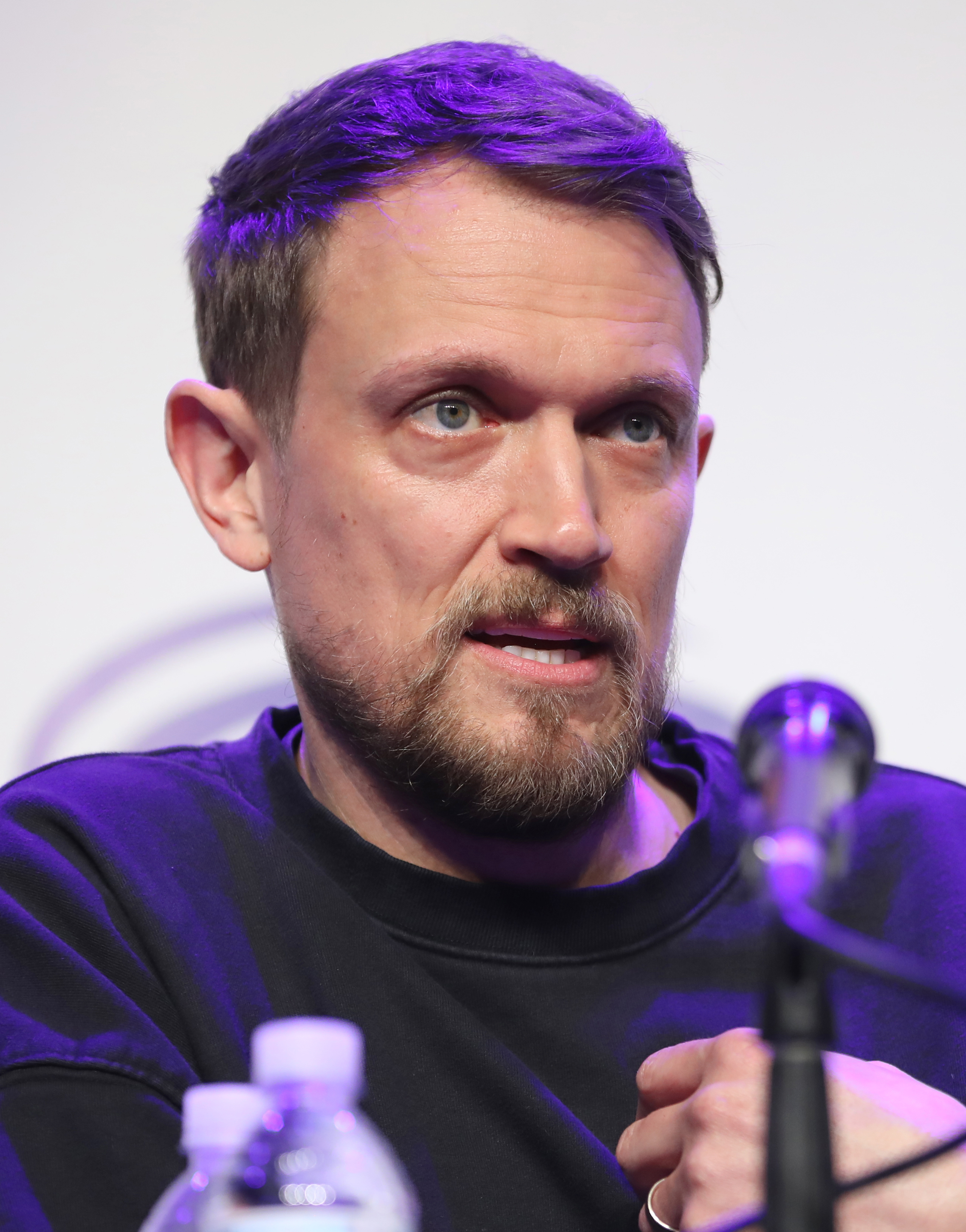
Matt Bettinelli-Olpin (2024)

Matt Bettinelli-Olpin (* 19. Februar 1978 in Oakland, Kalifornien) ist ein US-amerikanischer Regisseur, Drehbuchautor, Filmschauspieler und Musiker. Er ist Gründungsmitglied der Punkband Link 80 und Mitbegründer der Filmemacher-Kollektive Chad, Matt & Rob und Radio Silence. Er ist vor allem für seine Arbeit mit Horrorfilmen bekannt.

## Filmografie
- 2011: Chad, Matt & Rob
- 2012: V/H/S – Eine mörderische Sammlung: 10/31/98 (V/H/S)
- 2014: Devil’s Due – Teufelsbrut (Devil’s Due)
- 2015: Southbound
- 2019: Ready or Not – Auf die Plätze, fertig, tot (Ready or Not)
- 2021: V/H/S/94
- 2022: Scream
- 2022: V/H/S/99
- 2023: Scream VI
- 2023: V/H/S/85
- 2024: Abigail